# Guaraíta
Guaraíta är en kommun i Brasilien.   Den ligger i delstaten Goiás, i den centrala delen av landet, 230 km väster om huvudstaden Brasília. Antalet invånare är 2 372.
Omgivningarna runt Guaraíta är huvudsakligen savann. Runt Guaraíta är det glesbefolkat, med 12 invånare per kvadratkilometer.